# (33599) Mckennaloop
1999 JP50 (asteroide 33599) é um asteroide da cintura principal. Possui uma excentricidade de 0.11919540 e uma inclinação de 5.89439º.
Este asteroide foi descoberto no dia 10 de maio de 1999 por LINEAR em Socorro.